# 川村貞夫
川村 貞夫（かわむら さだお、1956年7月10日 - ）は、日本のロボット研究者。工学博士（大阪大学）。
立命館大学名誉教授、立命館グローバルイノベーション研究機構特別招聘研究教授、株式会社チトセロボティクス副社長、立命館副総長、立命館大学副学長、日本ロボット学会会長、日本学術会議ロボット学分化会委員長などを務めた。公益財団法人合気会所属。

## 略歴
- 1981年 大阪大学基礎工学部生物工学科卒業
- 1986年 同大学基礎工学研究科大学院博士課程修了（工学博士）。同年、同大学基礎工学部機械工学科助手
- 1987年 立命館大学理工学部機械工学科助教授
- 1990年 - 1991年 カナダトロント大学 客員研究員
- 1996年 立命館大学ロボティクス学科教授
- 2003年4月 - 2006年12月 立命館副総長・立命館大学副学長 立命館守山高等学校校長兼務
- 2011年 - 2012年 日本ロボット学会会長
- 2011年 - 2022年 立命館大学 総合科学技術研究機構 ロボティクス研究センター長
- 2015年 - 2020年 日本学術会議 第3部機械工学委員会 ロボット学分科会 委員長
- 2018年 - 株式会社チトセロボティクス 副社長
- 2022年 - 立命館グローバルイノベーション研究機構 機構長代理 特別招聘研究教授
- 2022年 - 産業用ハンドリングシステムアライアンス（IHaSA）会長

## 研究活動
生物の巧みな運動と機械や電気による人工物の両方に興味があり、大阪大学基礎工学部生物工学科に入学する。生物よりも機械としてのロボット研究のため、大学院から基礎工学研究科機械工学専攻に進学し、有本卓教授に師事する。運動の繰り返しから望ましい運動フォームを獲得する手法を開発して、1986年「学習方式によるロボットの運動制御」により工学博士（大阪大学）を授与される。その後、立命館大学において、ロボットアーム運動制御、水中ロボット、空気圧駆動ロボットなどの機構と制御の研究を実施した。特に、ロボットシステム全体としてモデル化誤差/パラメータ誤差が大きい場合にもシステム全体で高機能化可能なシステムインテグレーション技術とその科学に取り組んだ。
開発した水中ロボットによって、琵琶湖葛籠尾崎湖底の考古学調査を実施して須恵器などを発見した。また、産学連携を積極的に推進し、ロボットの研究成果の社会実装にも注力している。

## 社会活動
日本ではじめてのロボティクス学科を1996年に立命館大学に設立するために貢献した。また、産官学の研究連携強化のため、1994年の立命館大学ロボティク研究センターの立ち上げに努力し、後に同センター長も務めた。立命館副総長、立命館大学副学長、日本ロボット学会会長、日本学術会議ロボット学分化会委員長などを務めた。
2018年に、カメラ/ロボットのキャリブレーションの負担のないビジュアルフィードバック制御の社会実装化のためチトセロボティクスを卒業生らと共に立ち上げた。
2022年には、ハンドリング作業について大学の研究活動と社会ニーズのギャップの解消を目的に、産官学連携組織IHaSA（Industrial Handling System Alliance）を一般社団法人iRooBO Network Forum内に立ち上げ、会長を務める。

## 合気道
中学生時代に柳生新陰流の無刀取りに憧れ、大阪府立四条畷高等学校の合気道部に所属し合気道の稽古を始める。その後、大阪大学体育会合気道部に所属し、大阪武育会の小林裕和師範の指導を受ける。
立命館大学合気道部コーチ、部長、大阪大学合気道部OB会会長も務めた。公益財団法人合気会7段。
カナダトロント大学滞在中は、トロント大学合気道部や合気道養神館道場の稽古にも参加し、技の研究を続けた。
古武術などの身体運動操作を主に力学から研究し、ロボット工学の視点から合気道の科学的説明を試みている。

## 主な受賞
- 1987年、2000年、2009年 計測自動制御学会論文賞
- 1987年 システム制御情報学会論文賞
- 1992年、2010年 財団法人油空圧振興財団論文表彰
- 2001年 グッドデザイン賞ユニバーサルデザイン特別賞
- 2016年 日本ロボット学会功労賞
- 2019年 双葉電子記念財団衛藤細谷記念賞
- 2020年 計測自動制御学会システムインテグレーション部門学術業績賞
- 2014年、2021年 日本食品機械工業会主催FOOMA AP賞グランプリ
- 2022年 日本機械学会ロボティクスメカトロニクス部門学術業績賞
- 2022年 日本機械工業連合会 創立70周年記念表彰・特別功労者